# Zana Krasniqi
Zana Krasniqi (Pristina, 15 settembre 1988) è una modella kosovara, incoronata Miss Kosovo 2008.
Ha rappresentato il Kosovo per la prima volta a Miss Universo e si è classificata in Top 10 a Miss Universo 2008.

## Biografia
Zana Krasniqi viene da una famiglia di spettacolo. Il padre Naim Krasniqi, infatti, è un cantante in Kosovo. Il 4 aprile 2008, Fadil Berisha, fotografo ufficiale di Miss Universo, ha condotto l'inaugurazione del concorso di bellezza Miss universo Kosovo dove la Krasniqi è stata scelta per rappresentare il Kosovo a Miss Universo.
Zana era stata allenata proprio dal fotografo Fadil Berisha., che lavora per Miss Universe Organization e che come lei è un albanese del Kosovo. La modella ha dichiarato di avere ambizioni di diventare una stilista.